# Maunon
Le Maunon est un ruisseau situé à l'Est de la Sarthe qui fait partie du bassin-versant de la Loire.

## Géographie
Le Maunon est un ruisseau qui s'écoule en Sarthe uniquement dans la commune de Bouloire dans le sens sud-est/nord-ouest.
Il mesure approximativement 6 300 mètres de long et prend sa source aux limites administratives communales de Bouloire et Écorpain. Le cours d'eau se jette ensuite dans le ruisseau de La Tortue qui rejoindra le Dué.